# Królestwo Wielkiej Brytanii
Królestwo Wielkiej Brytanii (ang. Kingdom of Great Britain) – państwo położone w Europie Zachodniej. Istniało w latach 1707–1800. Powstało na mocy aktu unii w wyniku połączenia Królestwa Anglii i Królestwa Szkocji w jedno państwo, obejmujące całość wyspy Wielkiej Brytanii. Połączenie Anglii i Szkocji było dopełnieniem istniejącej już od 1603 roku unii personalnej, gdy Jakub VI Szkocki został koronowany jako Jakub I Stuart na króla Anglii.
Następcą Królestwa Wielkiej Brytanii zostało Zjednoczone Królestwo Wielkiej Brytanii i Irlandii, utworzone mocą kolejnego aktu unii w 1801 roku po stłumieniu rewolty w Irlandii w 1798.